# Temperaturprogrammierte Reduktion
Die Temperaturprogrammierte Reduktion (TPR) dient zur Untersuchung der Reduzierbarkeit oder des thermischen Verhaltens von Feststoffen in Abhängigkeit von der Temperatur. In der Regel wird Wasserstoff als Reduktionsmittel eingesetzt. 
Diese Methode wird besonders in der heterogenen Katalyse zur Charakterisierung von Katalysatoren angewendet.

## Ablauf
Der Feststoff oder Katalysator wird zunächst in einem Probengefäß eingewogen, das beispielsweise ein einfaches U-Rohr sein kann. Dieses Probengefäß wird in einem Ofen positioniert, der mit einer Temperaturregelung ausgestattet ist. Zusätzlich zeichnet ein Thermoelement die Temperatur in der Feststoffschüttung auf.
Zunächst wird das Probengefäß mit einem Inertgas (Stickstoff, Argon) durchströmt, um die vorhandene Luft zu entfernen. Zum reinen Inertgasstrom wird mit Hilfe von Durchflussreglern Wasserstoff zudosiert (beispielsweise 10 Volumenprozent Wasserstoff in Stickstoff). 
Nun wird die Probe im Ofen definiert aufgeheizt. Die Heizraten liegen meist zwischen 1 K/min und 20 K/min. Der hinter dem Probengefäß noch vorhandene Wasserstoffgehalt wird durch geeignete Detektoren (Wärmeleitfähigkeitsdetektor, Massenspektrometer) gemessen und aufgezeichnet. Wurde Wasserstoff verbraucht, fand bei der gerade erreichten Temperatur ein Reduktionsprozess statt. 

## Ergebnisse
Dargestellt wird der Wasserstoffverbrauch in der Regel als Funktion der Temperatur. Aus dem erhaltenen Diagramm mit möglicherweise mehreren Peaks lassen sich Informationen über die Anzahl der Reduktionsprozesse ableiten. Eine sorgfältig durchgeführte Messung lässt außerdem eine quantitative Bestimmung des Wasserstoffverbrauches und somit (bei Kenntnis der eingewogenen Substanzmenge) eine Bestimmung des Reduktionsgrades zu.
Verwendet man zur Detektion des restlichen Wasserstoffes ein Massenspektrometer, lassen sich auch die Produkte der Reduktionsprozesse (Wasser oder organische Produkte) detektieren. Dies kann weitere Erkenntnisse zum Reduktionsmechanismus mit sich bringen.
Auch wenn die Messung nicht quantifiziert werden kann oder die erhaltenen Peaks nicht eindeutig den möglichen Reduktionsprozessen zugeordnet werden können, lassen sich mit Hilfe der TPR mehrere Proben bezüglich ihres thermischen Verhaltens vergleichen. Dies kann in der Qualitätskontrolle genutzt werden.

## Auswertung
Es ist anzumerken, dass die Qualität der Messergebnisse entscheidend von dem Parametern Heizrate β (in K/min), Substanzmenge m (in g), Gasfluss (in mL/min) und Wasserstoffanteil im Reaktionsgas (in Vol.-%) abhängt.